# Bienvenu Eva Nga
Bienvenu Eva Nga (17 febbraio 1993) è un calciatore camerunese.

## Carriera
Ha iniziato la sua carriera in Camerun, in terza divisione, con la squadra semi-professionistica Black Stars FC, di proprietà di suo zio. Dopo aver giocato per la squadra gabonese AS Stade Mandji e con il Grupo Desportivo de Maputo, si trasferisce in Mozambico dove gioca con l'ENH de Vilankulo e il FC Chibuto.
Nella stagione 2017-2018 firma per il Leixões, in cui ha giocato due partite in Liga Portugal 2. Eva Nga si è successivamente unito all'Amora, per il quale ha fatto registrare 17 presenze, segnando tre gol.
Nel gennaio 2019 ritorna in Mozambico (paese di origine della moglie), ingaggiato dal club Costa Do Sol, per il quale ha vinto la Moçambola 2019 e il titolo di capocannoniere con 24 gol. 
Nel gennaio 2020 si trasferisce in Sudafrica, dove firma per i Bidvest Wits, con cui ha giocato 14 partite e segnato due gol nella Premier Division. Il club è stato poi venduto a Tshakhuma Tsha Madzivhandila alla fine della stagione, cosicché Eva Nga si è successivamente unito al Chippa United. Il 3 novembre 2020 ha segnato i suoi primi gol per il Chippa United con una tripletta nella vittoria per 3-1 contro il Maritzburg United.
Dopo un periodo senza successo agli Orlando Pirates, è tornato al Chippa United durante la finestra di trasferimento invernale del 2024.
Dopo sei stagioni nel massimo campionato sudafricano, nell'estate 2025 viene ingaggiato dal Portogruaro Calcio per il campionato di Serie D italiano.